# John Kennedy (aviron)
Pour les articles homonymes, voir John Kennedy (homonymie) et Kennedy.
John Gerdell Kennedy, né le 19 mai 1900 à Philadelphie et mort en septembre 1971 à Lakewood (Colorado), est un rameur américain.

## Carrière
Il remporte avec Robert Gerhardt, Edward Mitchell, Sidney Jelinek et Henry Welsford la médaille de bronze en quatre avec barreur aux Jeux olympiques d'été de 1924 à Paris.